# Zmarli w roku 1835
Lista osób zmarłych w 1835:

## marzec 1835
- 2 marca – Franciszek II Habsburg, cesarz rzymsko-niemiecki i austriacki[1]

## kwiecień 1835
- 8 kwietnia – Wilhelm von Humboldt, niemiecki filozof, językoznawca[2]
- 10 kwietnia
  - Magdalena z Canossy, święta katolicka[3]
  - Gustaw Małachowski, polski działacz polityczny, poseł na Sejm Królestwa Polskiego[4]

## czerwiec 1835
- 11 czerwca – Jerzy Samuel Bandtkie, polski bibliotekarz i bibliograf, filolog[5]
- 17 czerwca – Izabela Czartoryska, polska arystokratka, działaczka narodowa[6]

## lipiec 1835
- 6 lipca – Matija Čop, słoweński językoznawca[7]

## wrzesień 1835
- 23 września – Vincenzo Bellini, włoski kompozytor operowy[8]

## październik 1835
- 10 października – Kazimierz Brodziński, polski poeta, historyk i krytyk literacki[9]

## listopad 1835
- 28 listopada – Andrzej Trần Văn Trông, wietnamski męczennik, święty katolicki[10]
- 30 listopada – Józef Marchand, misjonarz, męczennik, święty katolicki[11]

- data dzienna nieznana: 
  - Ignacy Chambrez, czeskiego pochodzenia rysownik, malarz i architekt[12]
  - Franciszek Ksawery Potocki, sędzia, uczestnik prac kodyfikacyjnych w Królestwie Polskim[13]